# سلیا خوآرس
سلیا خوآرِس (اسپانیایی: Celia Juárez‎؛ زادهٔ ۱۹۱۸ – درگذشت ۱۲ ژوئیه ۲۰۱۱) هنرپیشه برجستهٔ سینما، تئاتر، رادیو و تلویزیون اهل آرژانتین بود. در سال ۱۹۴۶، در زمان دولت خوآن پرون، او به فهرست گروه بازیگران دموکرات پیوست که هیئت مدیره آن متشکل از پابلو راچیوپی، لیدیا لامایسون، پاسکوال ناکاراتی، آلبرتو بارسل و دومینگو مانیا بود.
از فیلم‌هایی که وی در آن نقش داشته است، می‌توان ناین کوئینز را نام برد.